# Leszek Surawski

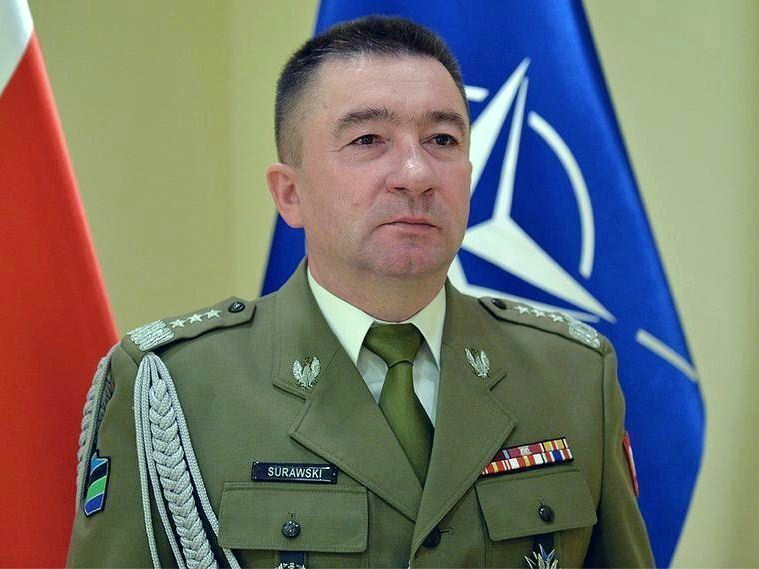
Leszek Surawski (2016)

Leszek Surawski (* 18. Juli 1960) ist ein polnischer Offizier im Dienstrang eines Generals. Von Februar 2017 bis Juli 2018 war er militärischer Befehlshaber der polnischen Streitkräfte.

## Leben

### Militärische Laufbahn
Beförderungen
- Leutnant (1984)
- Oberleutnant (1987)
- Hauptmann (1991)
- Major (1996)
- Oberstleutnant (2001)
- Oberst (2006)
- Brigadegeneral (2008)
- Divisionsgeneral (2011)
- Waffengeneral (2016)
- General (2018)

Surawski trat 1980 in die Offiziersschule der polnischen Landstreitkräfte in Wrocław ein. Nach Abschluss der Ausbildung diente er 1984 bis 1990 auf verschiedenen Posten beim 75. mechanisierten Regiment in Bartoszyce. Nach einem zweijährigen Aufbaustudium an der Akademie für Nationale Verteidigung in Warschau, führte ihn sein Dienst 1992 bis 1998 zur 1. mechanisierten Division in Legionowo und der 9. mechanisierten Brigade in Siedlce. Im Lauf dieser Tätigkeit wurde er 1996 zum Major befördert. In den nächsten Jahren folgten mehrere Weiterbildungen und verschiedene Einsätze als Stabsoffizier; u. a. auch eine Auslandsmission im Irak als stellvertretender Stabschef des polnischen Verbandes.
2008 wurde Surawski zum Brigadegeneral befördert und zum Kommandanten der 20. mechanisierten Brigade in Bartoszyce ernannt. Zwei Jahre später wechselte er zum Generalstab. Auch dort durchlief er wieder verschiedene Posten und wurde 2016 zum ersten Stellvertreter des Chefs des Generalstabs ernannt. Als Mieczysław Gocuł Anfang 2017 seinen Abschied nahm, folgte Surawski ihm im Amt des Generalstabschefs. Die offizielle Amtsübergabe erfolgte am 31. Januar 2017. Im März 2018 wurde er zum General befördert. Nur etwa vier Monate später, übergab er am 2. Juli 2018 den Oberbefehl über die Streitkräfte an Rajmund Andrzejczak.

### Privates
Leszek Surawski ist verheiratet. Zusammen mit seiner Frau hat er drei Kinder. Neben seiner Muttersprache beherrscht er auch Englisch.